# Гуран (племя)
Гора́ны (курд. گۆران, лат.: Goran; перс. گوران‎ [gurān]; араб. جوران‎ [jurān]) — архаичная этноязыковая группа курдов на севере Ирака и в западном Иране.
Традиционно проживают в Загросе. Крупная община племени Шабаки также находится в большом количестве к востоку от города Мосул в провинции Ниневия.
Преимущественно говорят на горани, — наиболее древнем диалекте курдского языка. Большинство исповедуют ярсанизм (шиизм), меньшинство — суннизм.

## Этимология
Этноним Gūrān, как названия конкретного племени, восходит к основе *Gāvbārakān, относящийся к слову Gāubāra «всадники на буйволах». Далее произошла серия регулярного изменения этнонима: Gāurakān > *Gōrakān > Gōrān > Gūrān. Отдельно Gūrān впоследствии также стал употребляться среди курдского населения и в других значениях:
1. Земледелец, крестьянин, оседлый — олицетворение образа жизни горанов, ведущих оседлый образ жизни с превалирующим сельским хозяйством;
2. Разбойник — прозвище, данное курдами из племени Мукри (преимущественно проживают в Мехабаде);
3. Ярсанист — синоним наименования секты Ярсан и ее последователей (даже если они луры или иранские азербайджанцы[16]);
4. Бедный, безземельный крестьянин — название, данное курдами, говорящими на сорани;

Существовало также мнение, что термин Gūrān происходит от Gabrān, множественной формы слова Gabr «зороастриец», «неверующий». Однако это маловероятно, ибо в регионе проживания горанов следов зороастрийского присутствия, по некоторым источников, обнаружено не было.
Из-за того, что Gūrān, которое прошло серию регулярных звуковых изменений, стало словом-омофоном, поэтому многие курды имеют фамилию Goran/Guran, хотя они не имеют связь с горанами. Кроме этого, в северо-западных провинциях Ирана среди ираноязычного населения и иранских азербайджанцев, Gūran/Gūoran приобрело новое значение, — «песня». Оттуда оно проникло и в армянский с тем же смыслом, а также в армянскую традицию как название особого песенного жанра.
Курды, говорящие на диалекте сорани, исторически называют горанов Maçû-Maçû/Maço-Maço, восходящее к māčō/ū, что на горани означает «я говорю».

## История и этногенез
Страбон, античный историк и географ Римской Греции, упоминает народность, называемой Guranii (др.-греч. Γουράνιοι / Gouránioi), жившей за пределами Армении, недалеко от Мидии. От этнонима данной народности могло произойти также Гурандухт, средневековое грузинское женское имя. Однако Guranii могли быть другой этнической группой, чем современное племя гуран, поскольку первоначальное название *Gāvbārakān вряд ли к тому времени успело трансформироваться в современную форму Gūrān.
По-видимому, прародина племени гуран, также как и близких к нему племенных объединений курдов-заза, находилась в областях, примыкающих к Каспийскому морю. Во времена Сасанидов, приблизительно в III-V вв. в н. э., предки гуран мигрировали в Загрос, тем самым, вместе с другими иранскими и иранизированными племенными группами, вошли в этногенез курдов. Возможно, Сасаниды поощряли их переселение как способ закрепления связей между Персией и Месопотамией.
В конце IX века Ибн Хордадбех, мусульманский географ иранского происхождения, писал следующее: «Доходы Хулвана вместе с Jābār.qa и курдами». В некоторых рукописях вместо Jābār.qa пишется Kābār.ka. Хулван — древний город к западу от Керманшаха на современной ирако-иранской границе, а Jābār.qa являлось, по мнению Владимира Минорского, интерпретацией формы *Gābār.ka, которое может относиться к предкам племени гуран:81. К X веку Аль-Масуди в списке курдских племен региона Джибаль упоминает племя под именем Jābār.qī. Гуран часто появлялись в анналах курдской династии Хасануидов под названием Jūraqān. В 1014 году представители курдского племени гуран убили могущественного Бадра ибн Хасанвайха, несмотря на то, что ранее они являлись союзниками. В более позднем описании этих событий XI века, вместо Jūraqān упоминается уже этноним Gūrānān, а также дополняется, что гуран были самыми близкими к Бадру ибн Хасанвайху из всех его союзных племен. Отмечается также, что они убили его копьями, которые были исторически связаны с дейлемитами.
Несколько событий в хрониках Ибн аль-Асира начала XI века указывают на то, что по крайней мере некоторые из племени проживали в северном Лурестане. В 1026 году Ала ад-даула Мухаммед, эмир Какуидов, объединил гуран вместе с современным Хорремабадом, под одним губернатором. Заместитель губернатора, который непосредственно курировал данным племенем, был Абу-ль-Фарадж Бабуни, являющийся родственником гуран. В 1046 году, когда Ибрагим Инал захватил хамадан у Какуидов, эмир Гаршасп II укрылся у гуран. Затем Ибрагим Инал описывается как человек, напавший на гуранских курдов в окрестностях Саймарах, что побудило Гаршаспу II  бежать в Ховейзе, Хузестан.
Приблизительно в 1343 году гуран упоминаются в списке курдских племен, составленном арабским ученым Шихабуддином аль-Умари. Он назвал их могущественным и воинственным племенем, состоящим из солдат и крестьян. Было перечислено два места, где жили гуранские курды:
- Равст — неизвестное место, возглавляемым неким эмиром по имени Мухаммед. Возможно, относилось к среде обитания более восточной ветви гуранов[7];
- Дартанг — место в Ардаланского ханства, являющийся на тот момент одним из главных центров гуранов[7].

Во введении к «История курдов» 1596 года известный курдский историк Шараф Хан Бидлиси писал, что существовало четыре ветви курдов:
- Курманджи — 124 тыс. семей (620 000 чел.)
- Луры — 54 тыс. семей (270 000 чел.)
- Келхоры — 49 тыс. семей (243 000 чел.)
- Гураны — 43 тыс. семей (217 000 чел.)

Шараф-хан Бидлиси писал, что гуранские курды, находящийся под властью племен Келхор и Бани Ардалан, являются земледельцами, проживающих преимущественно в Ардалане, также фиксировалось присутствие нескольких кочевых гуранских племен к югу от Ардалана и на северо-западе Керманшаха.
Когда племя келхор было свергнуто с поста правителей Зохаба османским султаном Мурадом IV, данный регион были им же передан гуранскому клану баджалан из окрестностей Мосула. Клан баджалан основали для себя новую столицу в Зохабе на окраине гуранских территорий. Таким образом, произошла гуранизация части племени келхор, живших на тот момент в Зохабе. Впоследствии гуранизированные келхоры разделились на три клана:
1. Калазанджир
2. Керенд
3. Беванидж

Баджаланы были отстранены от власти в начале 1800-х годов Мухаммадом Али Мирзой, губернатором Керманшаха. В этот момент лидерство взял на себя клан гуранов Калазанджир с их главной резиденцией в Гахваре, недалеко от города Керенд.

## Этническая структура и расселение

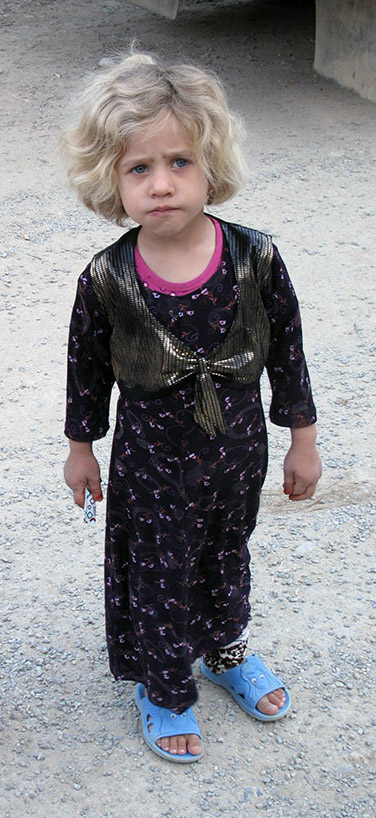
Курдянка из племени гуран, Иранский Курдистан

Племя гуран строится на базе реального или предполагаемого кровного родства и часто выступает как коллективная общность потомков единого эпонима-предка. Вождь у гуран называется султаном («Салатин-е гуран») — уникальное обозначение, нигде больше не встречающееся ни у курдов, ни у других ираноязычных народов. Глава родовой конфедерации («Ил») называют ханом, что отмечается также и у многих других племен южнокурдского ареала. Гуран, в свою очередь, включает в себе следующие более малые единицы: клан («тирэ») — большая семья («дудман») и семья («ханвар»).
Племя гуран делится на следующие кланы:
- Авраман
- Баджалан
  - Джомур
  - Казанлу
- Биванджи
- Шванкаре
- Тофангчи
- Каренди
- Ясами
- Чалкхани
- Кандули
- Занджири
  - Калхани-испари
  - Калхани-бахрами
  - Туфангчи
  - Гахвара
  - Джаф-гуран
    - Найрижи
    - Кадер-мирвейси
    - Бивиани
    - Тайшай

Гуран проживают разбросанно, часто островками, окруженными курдами из других племен. В настоящее время гуран проживают в Южном Курдистане (Ирак) и в Восточном Курдистане (Иран):
1. Киркук и близлежащие территории;
2. Вблизи города Ханакин;
3. Вблизи долины Хосар;
4. Северная часть остана Керманшах;
5. К северу от реки Малый Заб;
6. В месте слияния рек Хазир и Большой Заб;
7. Халабджа и Авраман.